# Johannes Krüss
Die Johannes Krüss war ein 1956 gebauter westdeutscher Fischdampfer, der im Frühjahr 1959 entscheidend an der Suche nach dem verunglückten dänischen Grönlanddampfer Hans Hedtoft beteiligt war, durch den Schiff und Besatzung überregional bekannt wurden. Vermutlich Ende Februar 1967 ging die Johannes Krüss selbst westlich von Grönland unter bis heute ungeklärten Umständen verloren.

## Das Unglück
Am Dienstag, dem 21. Februar 1967, lief der Fischdampfer unter Kapitän Rudolf Starossek zu einer erneuten Fangreise in den Gewässern um Island aus. Grund der Reise war ein Fang für das Geschäft in der Karwoche. Auf der Reise ins Fanggebiet erkrankte ein Besatzungsmitglied so schwer am Magen, dass es in Stornoway auf den Hebriden abgesetzt werden musste. Die Johannes Krüss verließ Stornoway am 25. Februar 1967 und setzte ihre Reise fort.
Am 28. Februar empfing der Heckfänger Sirius der Hochseefischerei Nordstern A.G. eine letzte Funkmeldung des Dampfers, der seine Position mit 38° West angab, ca. 300 Seemeilen östlich vom Südzipfel Grönlands. Zu diesem Zeitpunkt herrschten Temperaturen von 22 Grad Celsius unter Null, die Wetterkarten Grönlands verzeichneten für diesen Tag in der Region einen Weststurm mit Windstärke 10.
Seit dieser Meldung fehlt von der Johannes Krüss jede Spur. Als die Reederei am 5. März 1967 noch keine Fangmeldung von dem Funker Rudolf Kunz erhalten hatte, versuchte sie über Norddeich Radio einen Kontakt herzustellen; doch der Sender schickte das Kabel als unzustellbar zurück.
Am 7. März sandte der Trawler J. H. Wilhelms der Reederei Kämpf eine Meldung an alle Fischereifahrzeuge: Wer hat Johannes Krüss gesehen? Es gab keine positive Antwort. Am 8. März beantragte die Reederei beim Bundesverkehrsministerium, Abteilung Seeverkehr, eine Suchaktion. Diese wurde am nächsten Tag genehmigt. Die großangelegte Such- und Rettungsaktion wurde von den dänischen Behörden in Godthaab aus koordiniert. An der Suche waren unter anderem die westdeutschen Fischereifahrzeuge Jochen Homann, Seydisfjord und Braunschweig sowie mehrere Flugzeuge beteiligt.
Da die Suchmaßnahmen erfolglos blieben, wurden sie am 21. März 1967 eingestellt. Schiff und Besatzung gelten seither als verloren.

## Weblinks

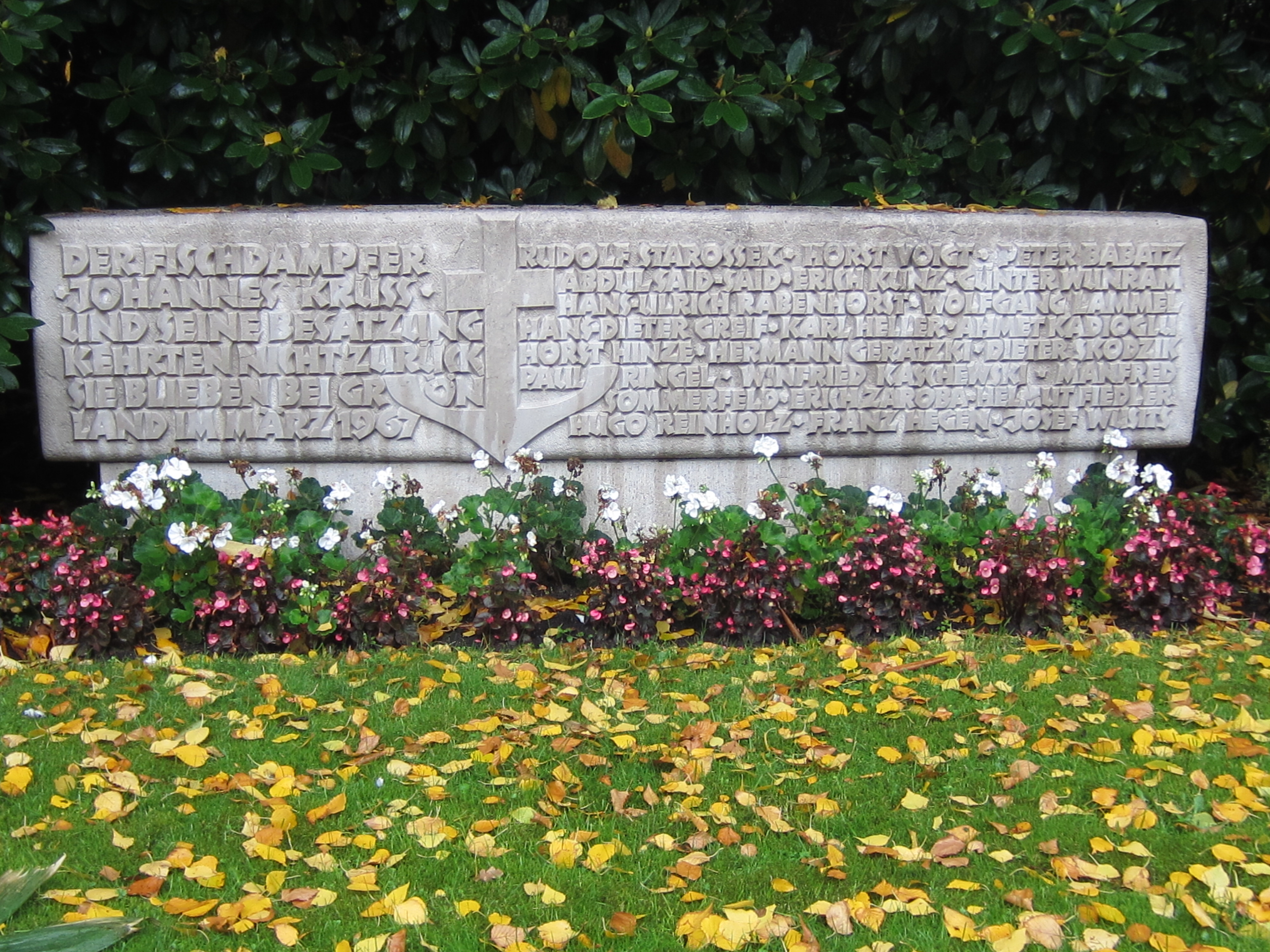
Gedenkstätte auf dem Friedhof in Geestemünde